# Luigi Giuliani
Luigi Giuliani (San Giuliano Terme, 18 de julio de 1940-Roma, 21 de diciembre de 2018) fue un actor italiano, activo entre 1961 y 1966, etapa en que participó en un total de trece títulos. A partir de ese año abandonó los escenarios para iniciarse en el mundo de la moda, convirtiéndose en socio de Giorgio Armani.

## Filmografía completa
- Che gioia vivere (1961)
- Pesci d'oro e bikini d'argento (1961)
- Boccaccio 70 (episodio La Riffa) (1962)
- L'isola di Arturo (1962)
- La reina del Chantecler (1962)
- Carmen di Trastevere (1962)
- Adultero lui, adultera lei (1963)
- La noia (1963)
- Les cinq dernières minutes - serie TV (1964)
- Más bonita que ninguna  (1965)
- El arte de vivir (1965)
- La venganza de Clark Harrison (1966)
- Uno sceriffo tutto d'oro (1966)
- Gli indifferenti - miniserie TV (1988)